# St. Cosmas und Damian (Jechtingen)

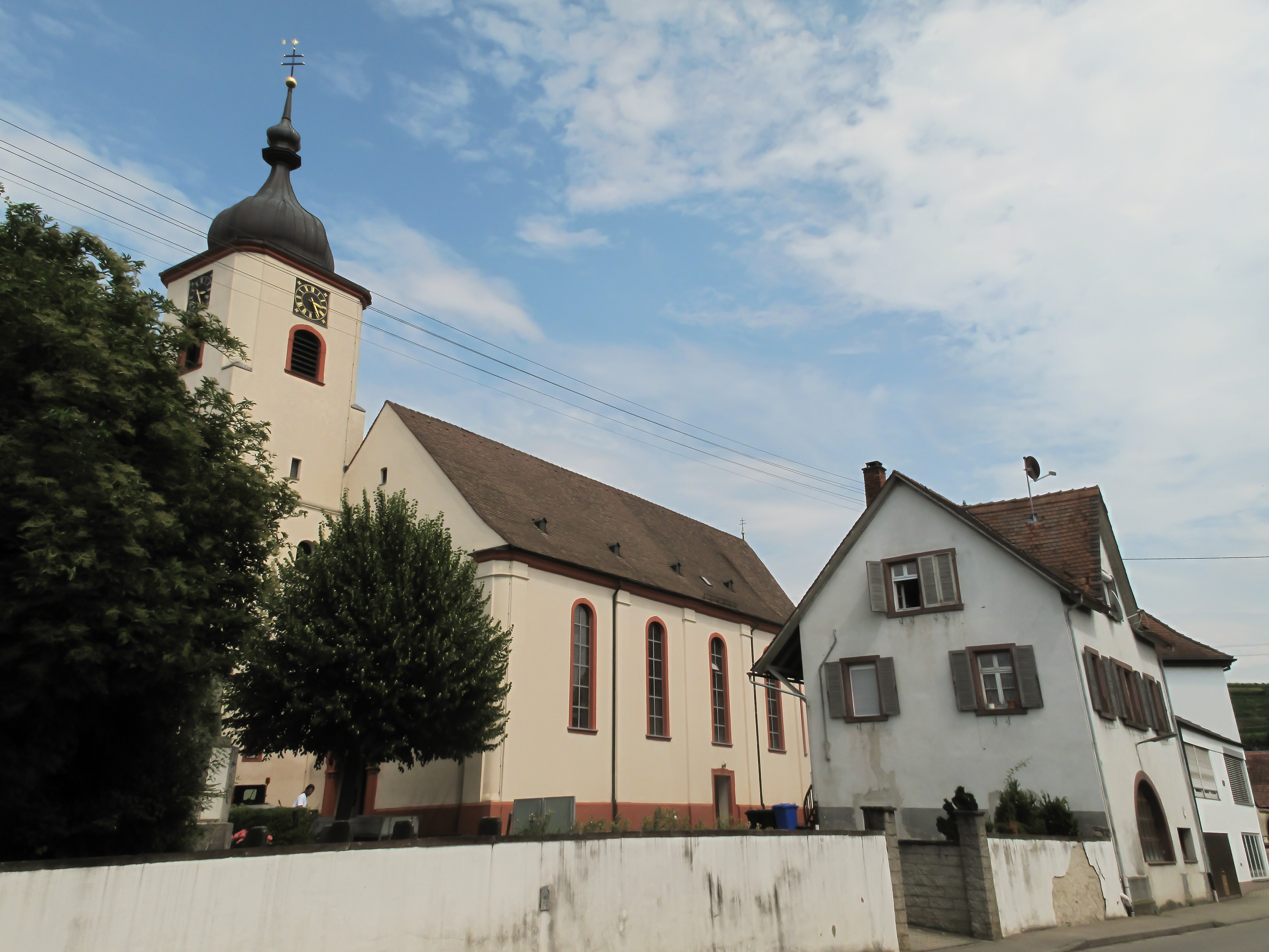
St. Cosmas und Damian in Jechtingen

Die römisch-katholische Pfarrkirche St. Cosmas und Damian steht in Jechtingen, einem Gemeindeteil von Sasbach am Kaiserstuhl im Landkreis Emmendingen in Baden-Württemberg. Die Kirchengemeinde gehört zum Erzbistum Freiburg. Das Bauwerk ist beim Landesamt für Denkmalpflege Baden-Württemberg als Baudenkmal eingetragen.

## Beschreibung

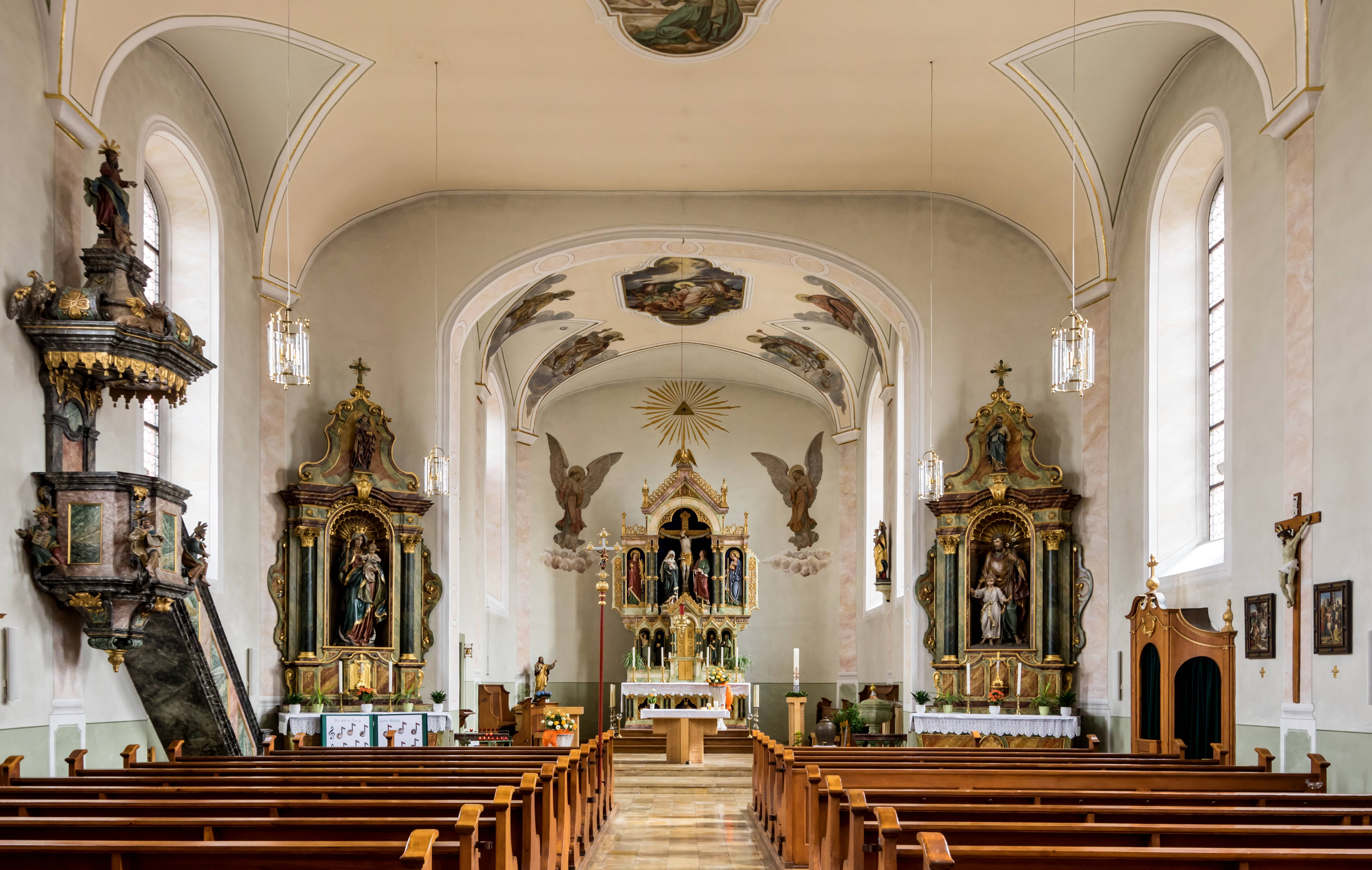
Innenraum

Die Saalkirche besteht aus einem Langhaus, einem eingezogenen, halbrund geschlossenen Chor im Osten und einem Kirchturm im Westen, der im Kern aus dem 13. Jahrhundert stammt. Das oberste Geschoss des Kirchturms, auf dem eine Zwiebelhaube sitzt, das die Turmuhr und den Glockenstuhl mit drei Kirchenglocken beherbergt, und das Langhaus wurden 1763 nach einem Entwurf von Johann Baptist Häring im barocken Baustil erneuert. Die Orgel wurde 1893 als Opus 68 von Wilhelm Schwarz & Sohn gebaut.